# Victor Tulbure
Victor Tulbure (născut Victor Popescu; n. 28 martie 1925, Căușeni, România – d. 17 august 1997, București, România) a fost un poet român proletcultist. A scris poezia „Balada tovarășului căzut împărțind Scînteia în ilegalitate” în 1949. A tradus din opera poetului național ucrainean Taras Șevcenko și din cea a poetului rus Serghei Esenin. A scris și literatură pentru copii.

## Distincții
- Ordinul Muncii clasa a III-a (30 decembrie 1957) „cu ocazia celei de a zecea aniversări a proclamării Republicii Populare Romîne și pentru merite deosebite în îndeplinirea sarcinilor date de Partidul Muncitoresc Romîn, pentru merite deosebite pe tărîmul construcției de stat, economice, sociale, culturale și obștești”[3]